# المركز القومي للأمن السيبراني (المملكة المتحدة)
المركز القومي للأمن السيبراني (بالإنجليزية: (National Cyber Security Centre (United Kingdom)‏ اختصارا NCSC هو منظمة تابعة لحكومة المملكة المتحدة تقدم المشورة والدعم للقطاعين العام والخاص في كيفية تجنب تهديدات أمن الحاسوب. يقع مقرها الرئيسي في لندن، وبدأ تشغيله في أكتوبر 2016، ومنظمتها الأم هي (مقر الاتصالات الحكومية).

## التاريخ
استوعب واستبدل المركز القومي للأمن السيبراني مكاتب الاتصالات الحكومية البريطانية (ذراع أمن المعلومات في مقر الاتصالات الحكومية GCHQ)، ومركز تقييم الإنترنت (CCA)، وفريق الاستجابة لحالات الطوارئ بالكمبيوتر في المملكة المتحدة (CERT UK) ومسؤوليات مركز حماية البنية التحتية الوطنية (CPNI) ). اعتمد على الجهود السابقة لهذه المنظمات ومكتب مجلس الوزراء لتقديم إرشادات حول ضمان المعلومات للقطاع الخاص الأوسع في المملكة المتحدة، مثل إرشادات «الخطوات العشر» الصادرة في يناير 2015. في إعلانات ما قبل الإطلاق، ذكرت حكومة المملكة المتحدة أن المركز القومي للأمن السيبراني سيعمل أولاً مع بنك إنجلترا لتقديم المشورة للمؤسسات المالية حول كيفية تعزيز الدفاعات عبر الإنترنت.
تم الإعلان عن المركز لأول مرة في نوفمبر 2015 من قبل وزير الخزانة، جورج أوسبورن. يقود المدير العام الحالي لـلسايبر في مقر الاتصالات الحكومية، سياران مارتن، المركز الجديد، وتولى الدكتور إيان ليفي، المدير الفني الحالي للأمن السيبراني، مكاتب الاتصالات الحكومية البريطانية، الدور نفسه في المركز القومي للأمن السيبراني. ورقة مفصلة عن إنشاء المركز القومي للأمن السيبراني، بما في ذلك وصف التحديات هيكل والمستقبلية، كتبه مدير مقر الاتصالات الحكومية، روبرت هانيغان، الذي يرجع اليه الفضل على نطاق واسع في إنشاء المركز، من قبل المعهد الملكي للخدمات المتحدة في فبراير 2019.
تم تخصيص المركز من قبل الملكة في 14 فبراير 2017. أعلن فيليب هاموند، وزير الخزانة، عن استثمار بقيمة 1.9 مليار جنيه إسترليني ومبادرة لتضمين 100 شخص من الصناعة في المركز القومي للأمن السيبراني على سبيل الإعارة.
في أبريل 2016، أعلنت وزارة الدفاع أن مركز عمليات الأمن السيبراني (CSOC) سيساهم في هذه المبادرة. الموقع المحتمل لـهذا المركز سيكون في وزارة الدفاع كورشام ( ثكنات سابقا باسيل هيل ).